# Emma de França
Emma de França (894-934) fou una princesa per naixement i reina consort francesa.

## Família
Era filla de Robert I i de Beatriu de Vermandois i germana d'Hug el Gran.
Es va casar el 921 amb el duc Raül de Borgonya, que va ser coronat rei de França el 13 de juliol del 923 a Saint-Médard de Soissons. No va donar cap hereu al seu marit i va morir el 934, després d'haver ajudat Rodolf a sufocar les revoltes del grans vassalls.
|                  |                  |                  |                  |                  |                  |  |  | Robert I de França | Robert I de França | Robert I de França | Robert I de França | Robert I de França | Robert I de França |  |  | Beatriu de Vermandois | Beatriu de Vermandois | Beatriu de Vermandois | Beatriu de Vermandois | Beatriu de Vermandois | Beatriu de Vermandois |
|                  |                  |                  |                  |                  |                  |  |  | Robert I de França | Robert I de França | Robert I de França | Robert I de França | Robert I de França | Robert I de França |  |  | Beatriu de Vermandois | Beatriu de Vermandois | Beatriu de Vermandois | Beatriu de Vermandois | Beatriu de Vermandois | Beatriu de Vermandois |
|                  |                  |                  |                  |                  |                  |  |  |                    |                    |                    |                    |                    |                    |  |  |                       |                       |                       |                       |                       |                       |
|                  |                  |                  |                  |                  |                  |  |  |                    |                    |                    |                    |                    |                    |  |  |                       |                       |                       |                       |                       |                       |
| Raül I de França | Raül I de França | Raül I de França | Raül I de França | Raül I de França | Raül I de França |  |  | Emma de França     | Emma de França     | Emma de França     | Emma de França     | Emma de França     | Emma de França     |  |  | Hug el Gran           | Hug el Gran           | Hug el Gran           | Hug el Gran           | Hug el Gran           | Hug el Gran           |
| Raül I de França | Raül I de França | Raül I de França | Raül I de França | Raül I de França | Raül I de França |  |  | Emma de França     | Emma de França     | Emma de França     | Emma de França     | Emma de França     | Emma de França     |  |  | Hug el Gran           | Hug el Gran           | Hug el Gran           | Hug el Gran           | Hug el Gran           | Hug el Gran           |